# ARM Victoria (F-213)
La Fragata ARM Victoria (F-213) es un barco de la Armada de México comprada a la Armada de los Estados Unidos con el nombre de USS Pharris (FF-1094). Fue fragata de la clase Knox, que recibía su nombre en honor al comandante Jackson C. Pharris, que fue condecorado con la Medalla de Honor en los Estados Unidos. Originalmente recibió como número de casco el (DE-1094) (Destructor de escolta), siendo reclasificado junto a todo su clase poco después de entrar en servicio como (FF-1094) (fragata) en la marina de guerra de Estados Unidos. En 1992 el buque fue desarmado y vendido a la Armada de México. Fue devuelta al servicio activo como ARM Victoria, nombrado en honor al primer presidente de México, Guadalupe Victoria.
- Datos: Q674733
- Multimedia: USS Pharris (FF-1094) / Q674733